# 聖母のエリザベト訪問 (ギルランダイオ)
『聖母のエリザベト訪問』（せいぼのエリザベトほうもん、仏: La Visitation avec Marie-Jacobie et Marie-Salomé、英: Visitation）は、イタリアのルネサンス期の画家ドメニコ・ギルランダイオが1491年に板上にテンペラで制作した絵画である。フランス、パリのルーヴル美術館に展示されている。
本作は、後にサンタ・マリア・マッダレーナ・デ・パッツィとして知られる教会のためにロレンツォ・トルナブオーニによって依頼された。

## 概要
描かれているのは、『新約聖書』中の「ルカによる福音書」 (1:39-45) に記述される、妊娠した聖母マリアが従姉妹の聖エリザベトを訪ねた逸話である。洗礼者ヨハネを身ごもっている聖エリザベトは、マリアの胎児が神の子であることを知り、祝福する。
この場面は町境の門前を背景に描かれることが多いが、ギルランダイオの作品では背景には大きな古典的なアーチがあり、中央に風景が描かれている。幅広の黄色い衣服を着たエリザベトは、マリアに敬意を表してひざまずいている。
絵画は、ギルランダイオがフィレンツェでフランドル絵画から学んだ光の屈折効果を含む、多くの細部を特徴としている。その他の細部として、真珠と貝殻（マリアの純粋さを示唆する）で飾られた壁のフリーズ、マリアの薄いベール、真珠で飾られ、真ん中にルビー (イエス・キリストの将来の受難の示唆) がある金色のブローチが挙げられる。ウフィツィ美術館の素描版画室には、マリアのマントの準備素描が収蔵されている。
両側の2人の女性は、アーチの碑文に示されているように、クロパの妻マリアとサロメであり、その存在はイエス・キリストの磔刑と復活を暗示している。サロメの衣服は、フィリッポ・リッピの『バルトリニのトンド』からの引用であり、このトンド(円形画）はギルランダイオ、ボッティチェッリなどの作品に登場する同様に優雅な人物の源となった。
人物像の様式的な相違は、おそらくセバスティアーノ・マイナルディの工房の助手の介入を証立てている。アーチの右下には、制作年「MCCCCLXXXXI」（1491）が記されている。霧のかかった背景にある街は、凱旋門とパンテオンが含まれているため、ローマを再構築したものかもしれない。